# Koenraad III Rudy
Koenraad III de Rode (Pools: Koenraad III Rudy) (circa 1447/1448 - Osieck, 28 oktober 1503) was van 1454 tot 1471 en van 1489 tot aan zijn dood hertog van Warschau, van 1462 tot 1471 hertog van Płock en van 1471 tot aan zijn dood hertog van Czersk. Hij behoorde tot de Mazovische tak van het huis Piasten.

## Levensloop
Koenraad III was de derde, maar oudst overlevende zoon van hertog Bolesław IV van Warschau en de Litouwse prinses Barbara Olelkovna van Sloetsk-Kapyl. Na het overlijden van zijn vader in september 1454 erfden hij en zijn broers Casimir III en Bolesław het hertogdom Warschau. In 1455 werd zijn jongste broer Jan II postuum geboren en werd die ook hertog van Warschau. Wegens hun minderjarigheid werden de vier broers onder het regentschap geplaatst van hun moeder en bisschop Paweł Giżycki van Płock. Hun regentschap eindigde in 1462, toen Koenraad volwassen werd verklaard en hun regentschap van zijn jongere broers overnam. 
Na het overlijden van hertog Wladislaus II van Płock erfden Jan II en zijn broers in 1462 de districten Płock, Płońsk en Zawkrze, terwijl de districten Belz, Rawa en Gostynin door het koninkrijk Polen werd geannexeerd. In 1464 stuurde Koenraad hulptroepen naar koning Casimir IV van Polen toen die in oorlog was met de Duitse Orde. 
Zijn jongere broers Casimir III, Bolesław V en Jan II werden op 3 april 1471 volwassen verklaard, waarna de vier broers hun gezamenlijke domeinen onderling verdeelden. Hierbij kreeg Koenraad de districten Czersk en Liw. In 1474 stond zijn broer Casimir III het district Wyszogród aan hem af en in 1484 kreeg hij van zijn broer Bolesław V het district Zakroczym toegewezen.
In april 1488 stief zijn broer Bolesław zonder nakomelingen na te laten. Zoals in eerdere akkoorden was afgesproken, erfde Koenraad III het hertogdom Warschau, maar om onbekende redenen weigerden de stadburgers van Warschau hem als heerser te aanvaarden en wilden ze zijn broer Jan II als heerser. In 1489 sloten Koenraad en Jan een akkoord: Jan kreeg van Koenraad het district Wyszogród, maar dan moest Jan zijn erfrechten op het hertogdom Warschau opgeven. Omdat het huis Jagiello een constante dreiging was voor de hertogen van Mazovië, probeerde Koenraad contacten met gebieden die trouw waren aan Polen te beperken, zoals de Duitse Ordestaat en het grootvorstendom Moskou. Dit betekende echter niet dat hij conflicten met Polen kon vermijden: zo werd het hertogdom Płock na het overlijden van zijn broer Jan II in 1495 geclaimd door koning Jan I Albrecht van Polen. 
Aanvankelijk wilde Koenraad III zijn erfrechten op Płock niet opgeven en bezette hij de stad. In augustus 1495 bereikten Poolse troepen de stad. Omdat Koenraad III besefte dat weerstand bieden zinloos was, gaf hij zich over. De gebieden van zijn broer Jan II werden door Polen geannexeerd, terwijl Koenraad de Poolse koning als leenheer van zijn landerijen moest huldigen. Ook mocht Koenraad III enkel het district Czersk als erfelijk domein behouden, terwijl de rest van zijn gebieden na zijn dood door Polen geannexeerd zou worden. Hierdoor werd Koenraads interne macht als hertog van Warschau beperkt en in 1501 werd hij door de Poolse Senaat van zijn macht ontheven. Omdat het overlijden van koning Jan I Albrecht van Polen kort nadien enorme chaos veroorzaakte, werd deze regeling uiteindelijk niet uitgevoerd. 
Koenraad III Rudy stierf in oktober 1503, waarna hij werd bijgezet in de Johanneskathedraal van Warschau. 

## Huwelijken en nakomelingen
Tussen 1468 en 1470 huwde Koenraad III met zijn eerste echtgenote Magdalena (overleden in 1476/1477), dochter van de Krakause stadsburger Stanisław Stawrot. Het was een morganatisch huwelijk, waardoor zijn eventuele kinderen uit dit huwelijk geen erfrechten hadden. Het huwelijk bleef kinderloos.
Op 20 juli 1477 huwde hij met zijn tweede echtgenote, een dochter van een burger genaamd Alexius. Ook dit was een morganatisch huwelijk. Het kinderloze huwelijk liep ten einde op 22 februari 1493: ofwel door het overlijden van zijn echtgenote ofwel door zich van haar te laten scheiden. 
Tussen 29 september 1496 en 25 januari 1497 huwde hij met zijn derde echtgenote Anna (1476-1522), dochter van Nicolaas Radziwiłl, woiwode van Vilnius en grootkanselier van het grootvorstendom Litouwen. Ze kregen vier kinderen:
- Sophia (1497/1498-1543), huwde rond 1521 met de Hongaarse edelman Stefanus VII Báthory en rond 1530 met Lodewijk Pekri
- Anna (1498/1499-1557), huwde in 1536 met de Poolse edelman Stanisław Odrowąż
- Stanislaus (1501-1524), hertog van Warschau
- Jan III (1502-1526), hertog van Warschau

Ook had hij vier buitenechtelijke kinderen bij twee maîtresses.